# Formica martynovi
Formica martynovi é uma espécie de formiga do gênero Formica, pertencente à subfamília Formicinae.